# Юма (село)
Юма́ (рос. Юма) — село у складі Свічинського району Кіровської області, Росія. Адміністративний центр Свічинського сільського поселення.
Населення становить 564 особи (2010, 601 у 2002).
Національний склад станом на 2002 рік — росіяни 98 %.